# Dreifaltigkeitskloster (Bijele Vode)

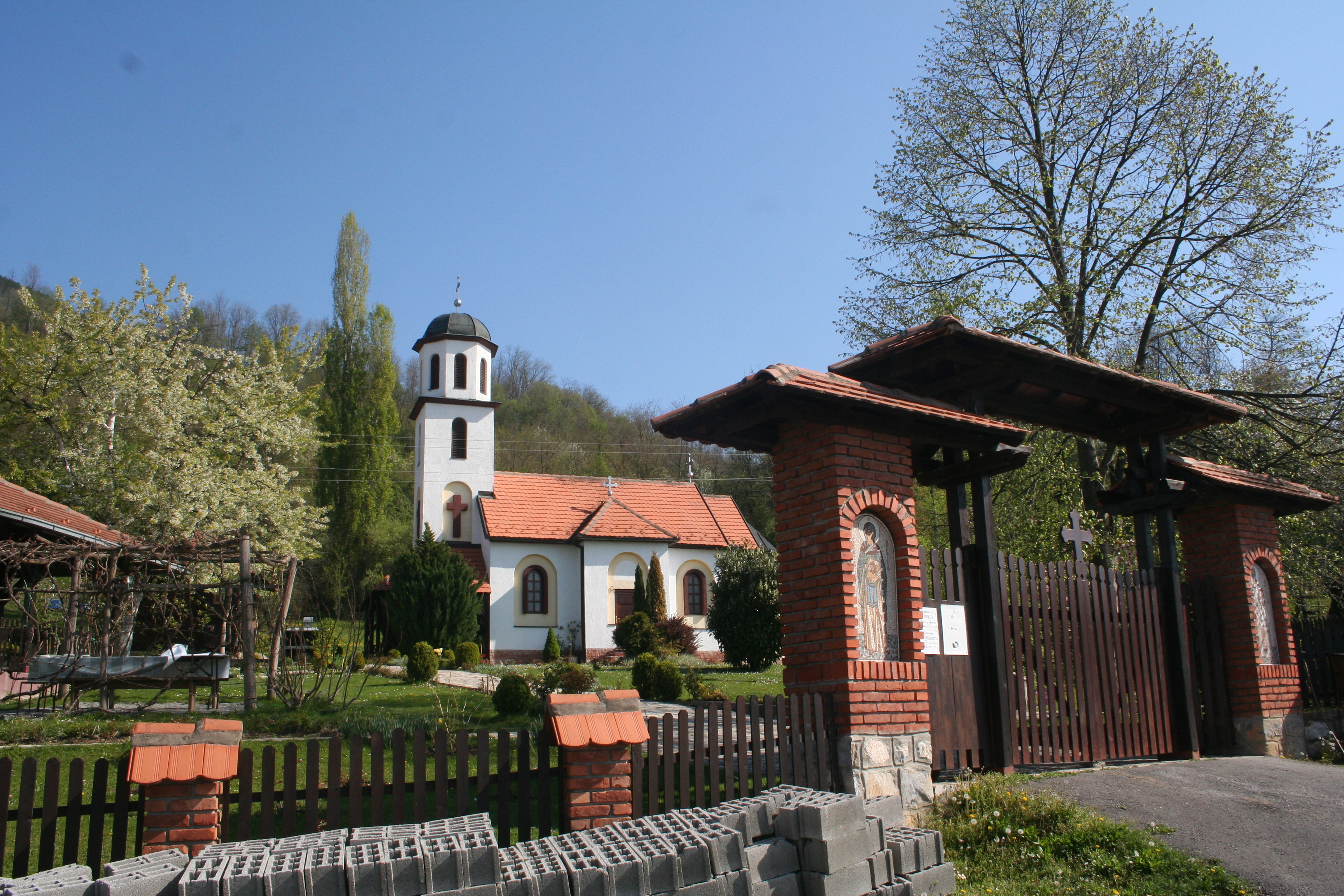
Die Klosterkirche und das Eingangstor zum Kloster

Das Dreifaltigkeitskloster (serbisch: Манастир Св. Тројице, Manastir Sv. Trojice) ist ein Serbisch-Orthodoxes Männerkloster beim Weiler Bijele Vode, des Dorfes Podnemić in der Opština Ljubovija in Westserbien.
Die Klosteranlage ist eine von drei Serbisch-orthodoxen Klosteranlagen in der Gemeinde. Das Dreifaltigkeitskloster wurde 2005 gegründet.

## Lage

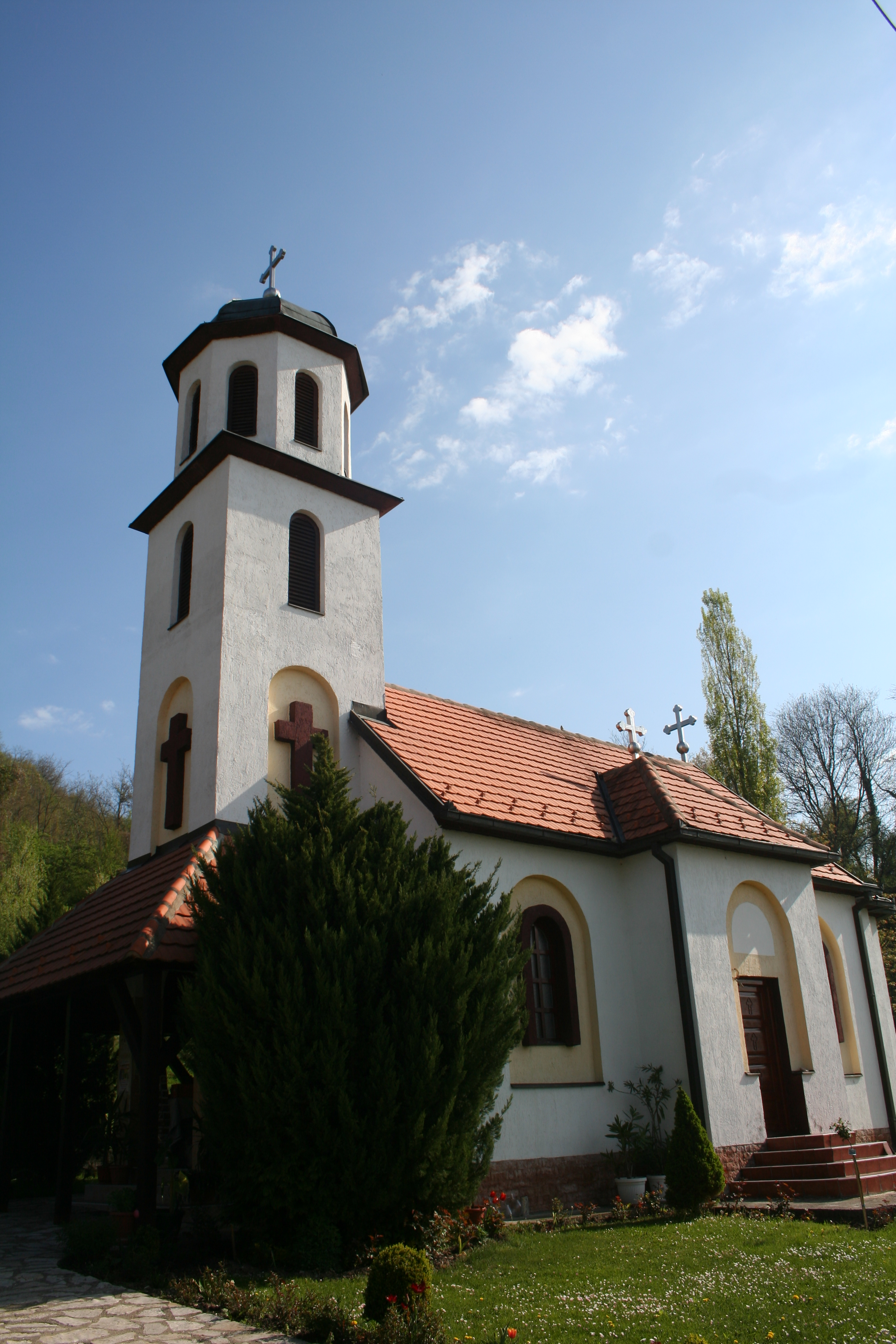
Nahansicht der Dreifaltigkeitskirche

Das Kloster liegt am Fuße des Berges Nemić, beim Weiler Bijele Vode, der zum Dorf Podnemić gehört. Das Kloster steht auf einer Höhe von 400 m über dem Flusslauf der Drina.
Das Kloster erreicht man, wenn man den alten, in schlechten Zustand befindlichen Weg nimmt, der von der Gemeindehauptstadt Ljubovija nach Užice führt. Nach einigen Kilometern befindet sich ein Hinweisschild. Bei diesem Hinweisschild muss man links abbiegen, und nach drei Kilometer Fahrt auf einer Schotterstraße erreicht man das Dreifaltigkeitskloster.
Im Sommer 2006 wurde eine kürzere und bessere Straße zum Kloster eröffnet. Diese Straße ist jedoch nicht mit einem Hinweisschild versehen.

## Geschichte
In der Gemeinde Ljubovija bestehen drei Serbisch-Orthodoxe Klöster,  das Kloster Hl. Nikolaj Srpski, das dem Hl. Nikolaj von Ohrid und Žiča geweiht ist, bei der Festung Soko grad, das Dreifaltigkeitskloster beim Dorf Čitluk und dieses Kloster. Das Dreifaltigkeitskloster von Bijele Vode bei Podnemić, ist das jüngste der drei, es ist erst in den 2000ern gegründet worden.

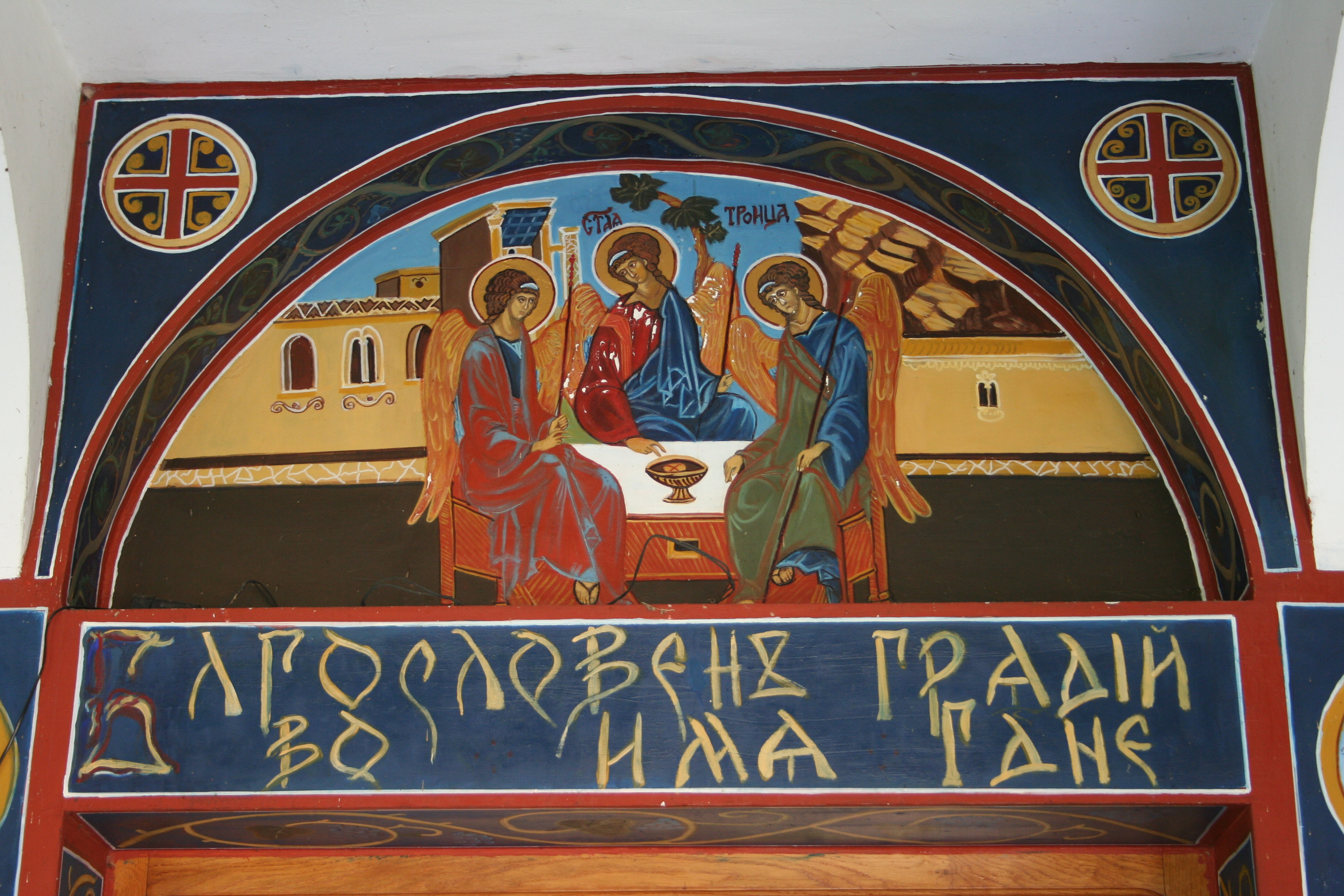
Freske die die Hl. Dreifaltigkeit darstellt

Ktitor (Stifter) des Klosters ist der Geschäftsmann Karađorđe Ristanović mitsamt seiner Ehefrau und seinen sechs Kindern, aus der in der Vojvodina liegenden Kleinstadt Irig. Geboren ist er allerdings in Podnemić. Er wollte in seinem Heimatdorf auf dem Familienbesitz in unmittelbarer Nähe der Gräber seiner Eltern Kosta und Božana und seiner kleinen Schwester Vida eine Kirche erbauen.
Mit dem Segen des Bischofs der Eparchie Šabac Lavrentije (Trifunović), ließ Hr. Ristanović die Dreifaltigkeitskirche im Jahre 2003 erbauen, von deren Patrozinium der Heiligen Dreifaltigkeit, das Kloster seinen Namen erhalten hat. Für seine selbstloses und beeindruckendes Werk erhielt Hr. Ristanović von der Serbisch-orthodoxen Kirche, den Orden des Hl. Sava verliehen.
Ktitor der Kirchenkreuze ist Milenko Radaljac aus Loznica und Milan Selaković aus Novi Sad stiftete die Kirchglocke.
2005 mit der Ankunft des Priestermönches Serafim (Petković) als Klostervorsteher belebte das Kloster. Die Zahl an Mönchen und Novizen stieg und regelmäßige Gottesdienste begannen. Die Serbisch-Orthodoxe Kirche nahm das Kloster im November 2005 feierlich in ihren Besitz auf.

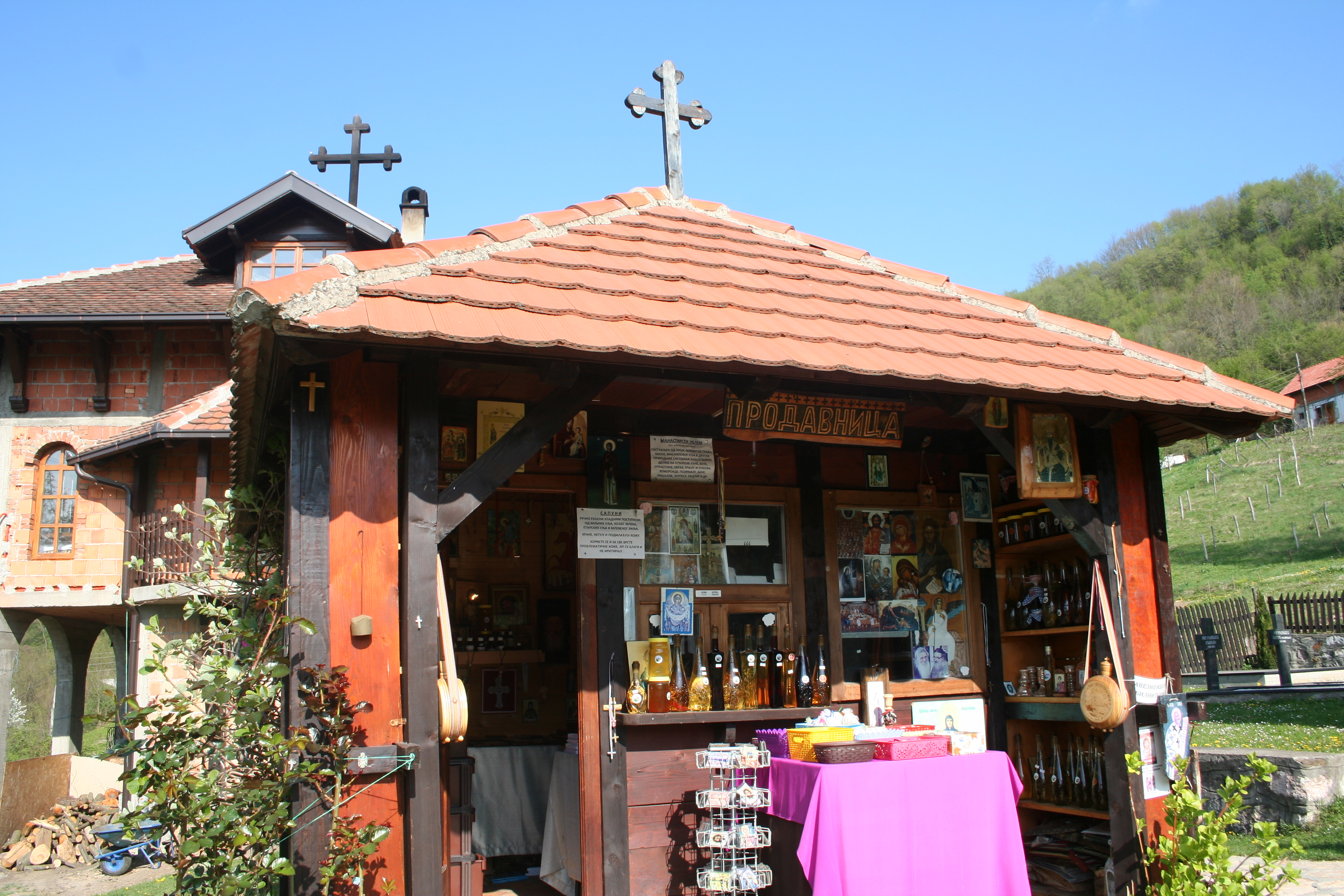
Der Klosterladen des Klosters

Inzwischen besteht das Kloster aus der Kirche, einem Konak für die Mönche und ein zweiter Konak wird derzeit erbaut. Ebenfalls besitzt das Kloster einen Klosterladen und einen Gedenkbrunnen im Kirchhof. Das Kloster finanziert seinen weiteren Ausbau durch das Verkaufen von im Kloster selbst hergestellten Produkten.
Am frühen Abend des 2. Februar 2022 wurde der fast, nach acht Jahren Bauzeit, fertiggestellte neue große Konak des Klosters, bei einem verheerenden Brand schwerst zerstört. Die Wiederaufbauarbeiten werden derzeit geplant. Es entstand ein hoher finanzieller Schaden.
Es kam keiner der derzeit um die 20 Mönche und Novizen umfassenden Klostergemeinschaft und deren Gästen zu Schaden.

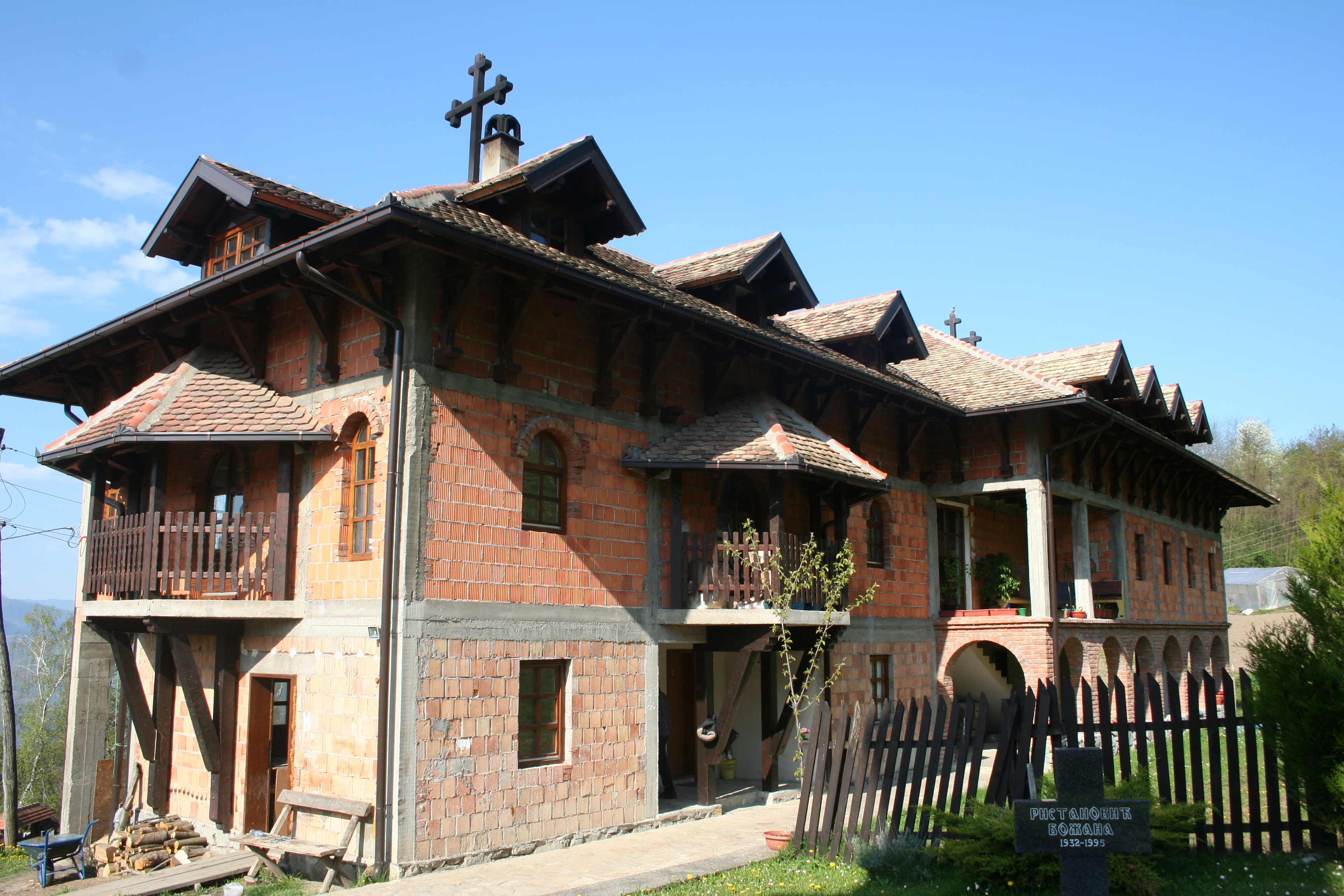
Der im Bau befindliche neue Konak

Das Kloster feiert als erste Slava, den zweiten Tag der Hl. Dreifaltigkeit, da das Dreifaltigkeitskloster in der Nähe von Čitluk den ersten Tag feiert. Als Zweite Slava des Klosters gilt die Hl. ehrwürdige Mutter Petka Paraskeva.
Als Reliquie besitzt das Dreifaltigkeitskloster einen Teil der Decke mit dem die Reliquien der Hl. ehrwürdigen Mutter Petka Paraskeva bedeckt sind. Diese Reliquie ist ein persönliches Geschenk von Patriarch Daniel der Rumänisch-Orthodoxen Kirche.

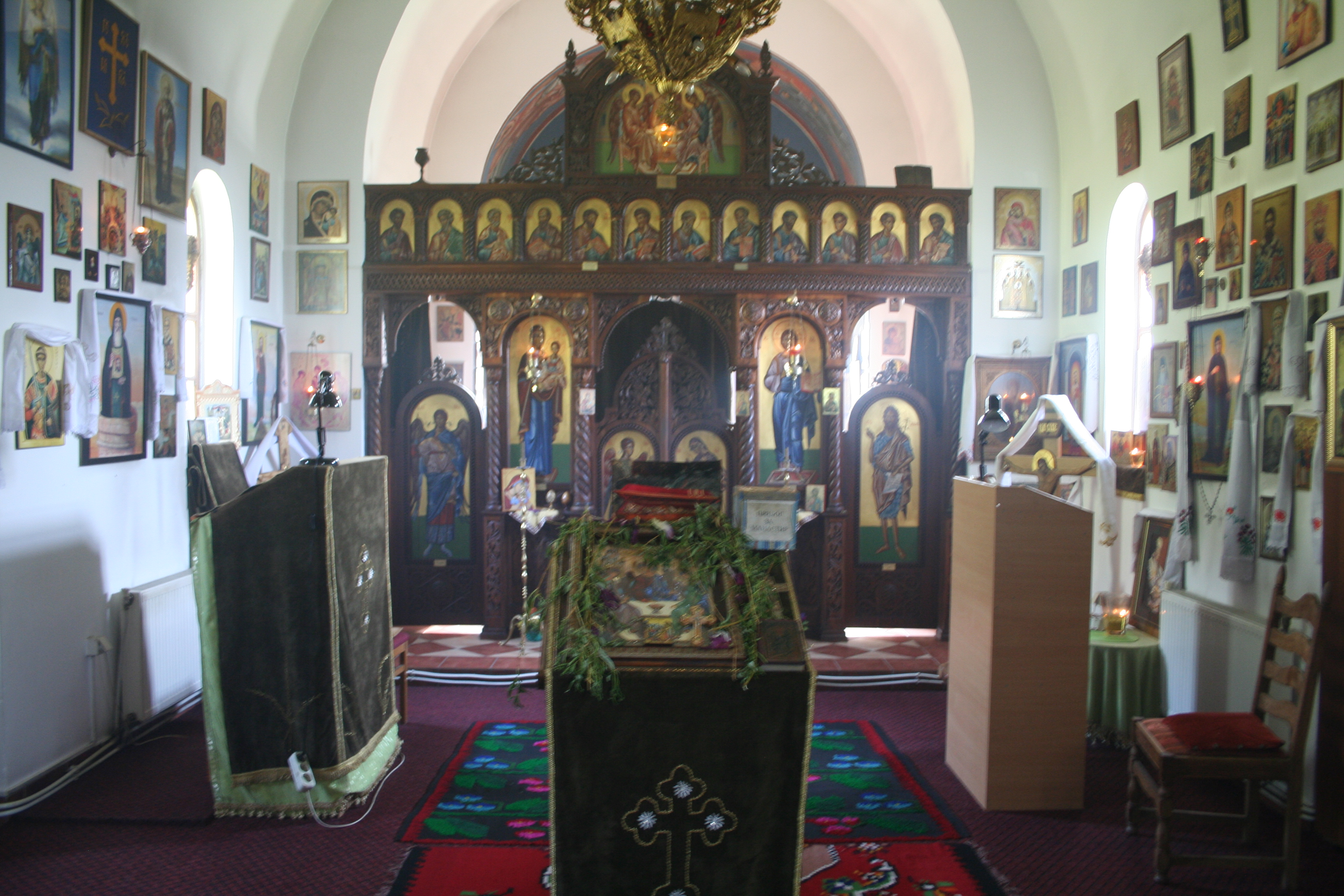
Die prächtige Ikonostase und der Innenraum der Klosterkirche

## Architektur
Die Klosterkirche ist im Serbisch-byzantinischen Stil erbaut.
Die außergewöhnlich schöne Ikonostase wurde von Herrn Ljuban Marić aus dem Dorf Bogatić, das sich nahe Lelić in der Opština Valjevo befindet hergestellt. Die Ikonen auf der Ikonostase und die Fresken im Altarbereich sind Werke des akademischen Malers Vidoje Tucaković aus Novi Sad.